# 拍手

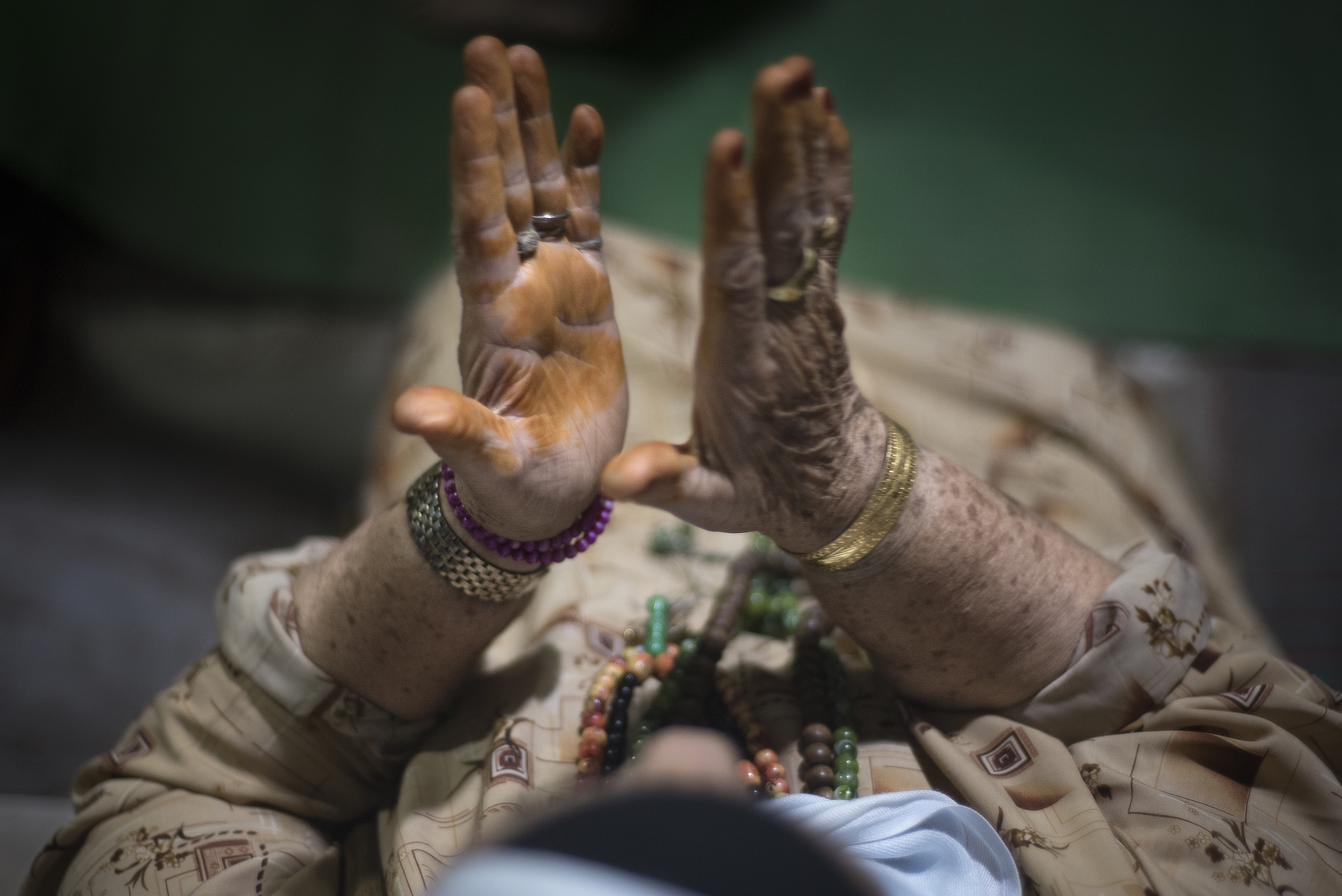
拍手

拍擊（Clapping）是通過將兩個平面互相撞擊，拍出「啪——啪——」聲響的動作，例如人類快速用手掌互拍發出掌聲，用來表達讚賞，也可以有節奏地作為一種肢體的打擊樂器，發出配合音樂、舞蹈、唱歌、游戲的聲音。
拍手可以用於音樂的表現方式，例如；在弗拉明戈和塞維利亞納這兩種西班牙音樂流派，拍手被稱為「palmas」，經常用於設定節奏，是歌曲不可或缺的一部分。

## 另見
- High five
- Palmas（英语：Palmas (music)）
- 拍手 (神道)
- 鼓掌
- 擊掌遊戲（英语：Clapping game）
- 响指声（英语：Finger snapping）
- 拍手 (日本傳統禮儀)（英语：Tejime）
- 愛的鼓勵
- 手拍板